# 吴松 (1958年)
吴松（1958年—），男，汉族，云南镇雄人，中华人民共和国政治人物。

## 生平
吴松毕业于云南大学经济史专业。曾于2001年至2007年担任云南大学校长，在任期间云南大学发生了马加爵事件。2009年12月至2015年12月，出任保山市市长。2013年，当选为全国人大代表。2015年11月至2018年8月，出任西南林业大学党委书记。2018年留校出任二级教授；但在两年后因为涉嫌严重违纪违法，接受中共云南省纪委和云南省监委的纪律审查和监察调查。